# 이수근 간첩 사건

## 사건의 전말
1967. 3.22. 북한 조선중앙통신사 부사장 이수근이 판문점을 통해 귀순한다. 중앙정보부(국정원의 전신)는 이수근을 반공강연 활동 등에 참여시켰는데, 자신을 정권홍보의 수단으로 여기는 상황에 불만을 품은 이수근은 남과 북이 아닌 제3국으로의 탈출을 시도한다. 1969. 1.27. 처조카 배경옥(남, 29)과 함께 여권을 위조하여 홍콩으로 출국한 후, 캄보디아로 향하던 도중 1.31. 베트남 사이공(현 호치민) 공항 기내에서 중앙정보부 직원에게 체포되어 한국으로 압송된다. 중앙정보부는 이수근이 북한의 지령을 받아 위장 귀순하여 국가기밀을 탐지하고 암호문을 발송하여 국가기밀을 누설하였으며, 북한의 지령을 받기 위하여 한국을 탈출하였다는 혐의로 재판에 회부하였다. 서울형사지법은 1969. 5.10. 국가보안법 및 반공법위반죄 등으로 사형을 선고하였고 두 달 후인 7. 2. 사형이 집행되었다.

## 1967년 이수근의 탈북과 탈북이후의 생활
이수근은 북한 조선중앙통신사 부사장으로 일하고 있었는데, 2월 8일 북한군 창설기념일의 기사 작성 시 김일성의 항일투쟁을 강조하는 부분이 불충분했다는 이유로 당 간부에게 꾸지람을 들었고 그 후부터 당은 충성심을 의심하기에 이르렀다. 5월 1일 메이데이 행사가 끝나면 숙청될 것이라는 사실을 눈치 챈 이수근은 숙청의 대상이 될 바에는 남한으로 탈출할 것을 결심한다.
때를 보아 오던 중 중앙당 문화부에서 군사정전위원회에 출입기자로 참석해 줄 것을 요청하여 이에 이수근은 절호의 기회라고 판단하여 판문점으로 나오게 되었다.
```
1967년 3월 22에는 제 242차 군사정정위원회가 판문점에서 개최되었다. 이수근은 22일 오후 4시 30분경 UNC 전사편찬담당관 조 씨에게 접근하여 남한으로 탈출할 뜻을 전하였다. 조 씨는 치코렐라소장에게 전달하였고 치코렐라소장은 벤코프트준장이 타는 세단의 문을 열어놓고 이수근을 맞이하라고 연락했다. 이수근이 회의장 뒷문을 빠져나와 자동차대기소에 있던 승용차까지 갔을 때 미군 공동 안전관할부대장 톰슨 중령이 누구인지 확인하자 망명을 바란다고 하였고 이에 톰슨 중령은 그대로 발차를 명하였다. 자동차가 출발하는 순간 북괴경비병이 소리를 지르며 톰슨중령의 어깨를 붙잡으려 했으나 이를 뿌리친 채 차는 쏜살같이 달려 나갔다. 300m쯤 내리막길을 달리자 북괴경비병은 미리 차단기를 내려놓고 막고 있었는데 차는 차단기를 들이받아 버렸다. 이에 앞 유리가 깨져버렸고 당황한 북괴경비병들은 차가 자유의 집 언덕을 넘어설 때 뒤쪽을 향해 40여발의 권총을 쏘아댔지만 한발도 차체에 맞지 않았다.
[
3
]
```

이수근이 남한으로 넘어온 후 자신의 심경을 글로 적어 신문사에 보냈는데 그 내용은 다음과 같다.
나는 누구의 납치나 유인에 의해서가 아니라 내 자신이 자기의 결심으로 자유를 찾았다. 나는 지식인들을 야만적으로 취급하며 사람들에게 정치적 감투를 씌워 오금을 못 펴게 들볶는 북조선 정치에 환멸을 느꼈다.
한 건의 보도기사에 김일성의 말을 인용 안했다 하여 20년간을 헌신 복무해 온 지식인들에 그런 혹독한 박해를 할 수 있는가? 그런 제도에서 누구를 믿고 마음 펴고 살겠는가. 내가 월남을 기도할 때 처음으로 걸리는 문제는 나의 가정에 대한 걱정이었다. 지금도 생각하면 가슴이 메어지는 것 같다.
그러나 나 자신은 다른 길을 택할 수가 없었다. 자살을 하려고도 여러 번 마음먹었으나 결국 그것은 부질없는 일이라고 생각됐다. 왜냐하면 자살한다고 내 가족이 무사하겠는가? 나의 머리에는 전에 그 박해를 이기지 못하고 1965년에 자살한 이일경(무역상)을 비롯한 많은 사람의 가족이 변절자의 가족이라 하여 종적 없이 사라진 것이 떠올랐다.
그러니 그 제도 하에서 그냥 견디어 베길 수도 없고 죽는다해도 가족은 어차피 보호할 수 없고 또 자신이 하고 싶은 말을 다하지 않고 죽는 것처럼 무의미한 게 어디 있겠는가 이렇게 생각하면서 기회를 노리던 중 요행히 조선노동당중앙위원회 문화부에서 판문점에 나가라는 지시가 있었다. 이것이야말로 절호의 기회였다.
나는 어젯밤에 잠을 이루지 못했다. 몹시 흥분됐고 또 가족들에 대한 생각 그리고 나에게 갖은 모욕을 가한 채준병(당 중앙위 신문과장), 송태흘(중앙통신 당 비서)등에 대한 이가 갈리는 적개심 때문이다.

나는 이제부터 자유세계에서 나의 여생을 보람 있게 보내겠다. 그 사회의 진상을 온 세계에 폭로하고 진실을 밝혀야 한다. 북한에 남은 동포들을 동정한다. 백방으로 가능성을 찾아 자유를 찾으라.
이에 대하여 북한은 이수근을 남한에서 강제 납치한 것이라고 주장하며 돌려보낼 것을 요구하였다. 북한은 3.25.에서 26. 사이에 3회에 걸쳐 평양방송을 통해 논설, 이수근의 형, 처와 자녀들의 육성으로 강제납치를 주장하며 이수근에게 북한에서 혜택 받은 것을 잊지 말고 북한을 배반하지 말고 끝까지 용감히 싸우라는 내용의 방송을 내보냈다.
한국 언론은 이수근이 판문점에서 자유를 찾아 극적으로 탈출한 것으로 보도하고, 1967. 4.10. 서울시민 환영대회를 여는 등 대대적으로 환영하였다.
1960년대는 북한이 남한보다 1인당 국민소득이 높던 시기였고 박정희가 군사쿠테타로 정권을 탈취한 이후였기에 북한의 고위급 인사가 남한으로 귀순한 것은 정권차원에서 대대적인 선전의 수단이 되었다.
귀순 당시 수사국장이었던 홍필용은 “1년 동안 관찰하고 관계관회의를 거쳐 위장귀순이 아니라는 판단을 하였다”고 밝혔다. 중앙정보부는 이례적으로 이수근을 1967. 8. 1부터 7국 1급 판단관으로 대우하여 국민승공 계몽 사업에 활용하였고, 이수근에게 군부대 및 산업체를 견학시켰으며, 정착금을 지급하고 우석대 조교수 이강월과 결혼하도록 주선하였으며, ‘장막을 헤치고’라는 수기를 집필하도록 허용하는 등 각종 편의를 제공하였다.

## 1969. 2.13. 신문에 발표된 중앙정보부발표 전문(1969.2.13. 동아일보)
1. 1967년 3월 22일 판문점을 통해 자유대한으로 월남한 북괴 전중앙통신사 부사장 이수근(45)은 그가 북괴 공산사회에서 급진적으로 출세한 배경이라든지 월남한 동기 및 당시 판문점에서의 상황 등에 있어 처음부터 석연치 않은 점이 허다하게 있었음에도 불구하고 북괴 거물급 언론인이라는 점을 감안, 승공 계몽활동으로써 순회강연, 라디오와 텔레비존 방송 기자회견 등 반공행사에 참여케 한 바 있으나 이수근은 반공연설 과정에서 북괴 학정의 핵심이 될 수 있는 부분에 대해 폭로하는 일이 적었고 김일성을 비난하는 논지는 의식적으로 회피하는 경향이 노정됐을 뿐만 아니라 평소 측근 인물들과의 대화에 있어 70년대 평화통일 운운, 6.25는 북침이다는 등의 많은 의문점을 나타내기 시작하므로 당부(중앙정보부)는 그의 위장귀순 문제에 혐의를 두고 다각도로 검토 분석하는 한편 표면적 내지 본격적 수사는 피하고 이면적 감시의 강화와 내사를 계속하여 왔던바 서울 종로 거주 배경옥(남, 29, 재북 본처의 이질)과 해외 탈출을 모의한 끝에 배로 하여금 인장업자인 오제녕(남, 43)을 포섭, 오에게 「타이」에 가서 인장업을 하면 月300달라를 벌 수 있다고 꾀어 오의 명의로 여권수속을 완료, 발급받은 여권을 오에게 주지 않고 콧수염과 가발로 변장한 이수근사진을 갈아 붙인 다음 1일 27일 배와 같이 동일 오후 5시 30분발 CPA기를 타고 국외로 탈출하므로 당부는 이를 추적 끝에 해외 모 지점에서 1월 30일 「캄보디아」로 출국하려는 이들을 검거하여 2월 1일 밤 8시 50분 한국 공군기로 김포로 압송해왔음

1. 본사건 관련자에 대하여는 국가보안법 및 반공법을 적용, 철야수사를 진행 중에 있는데 현재까지 밝혀진 죄상을 개략하면 다음과 같음
이수근은 1967년 2월 중순경 북괴노동당 대남사업 총국장 이효순의 소환을 받고 동인의 안내로 괴수 김일성을 면담，동석상에서 김일성으로부터 조국을 위하여 부하된 사명을 다하라는 격려를 받은 후 비밀아지트에서 이효순으로부터 ①판문점에서 극적인 탈출을 가장한 귀순방법으로 한국에 침투하라 ②침투한 후 귀순동기를 2.8절(괴뢰군 19주년) 기념행사 기사 작성 시 김일성을 소홀히 다루었기 때문에 숙청 대상이 됐음을 감지하고 탈출했다고 진술하라 ③표면상 한국정부에 협조하여 신임을 획득 신분의 합법을 쟁취하라 ④여하한 악조건이 있더라도 적화통일이 될 때까지 장기 잠복하라는 등의 지령을 받고 67년 3월 22일 판문점을 통해 위장 귀순했으나 한국 국민의 철두철미한 반공사상으로 공작기반 구축이 난관에 부닥치고 더욱이 당부의 감시가 심한데다가 무의식중의 언동이 갖가지 의문점을 남기게 됨으로써 자신의 정체가 탄로될 것을 우려한 나머지 한국 내에서의 임무수행을 포기하고 재북 본처의 이질인 배경옥을 포섭하여 대동 월북할 목적 하에 「캄보디아」로 탈출을 기도했는바 이수근은 탈출 후 행동계획으로써 배경옥에게 보고서를 휴대시켜 주「캄보디아」북괴대사관을 경유, 북괴에 전달, 당의 승인을 얻은 다음 장차 북괴에 복귀하려 했는데 동 이수근의 보고서 요지는 ①긴박한 사정에 의해 공작지를 이탈한 것을 보고한다 ②당에 대한 충성심은 변함이 없다 ③당에서 허락하면 제3국(캄보디아)에서 대남 우회공작을 할 수 있는 여건을 마련하겠다는 등으로 돼 있음

1. 이상이 이수근사건의 개요이나 현재 본 사건에 대한 수사가 진행 중에 있어 사건 전모를 발표치 못함을 유감으로 생각하며 본 사건수사에 있어서의 국민 여러분의 적극적인 협조는 물론 특히 본 사건과 관련된 낭설에 현혹됨이 없기를 바람.

## 1969년 제3국으로의 탈출과정

### 시대적 배경
1953년 한국전쟁이 끝난 이후 북한 사회는 김일성 단일 지도체제를 확고히 하기위한 숙청의 연속이었다. 1953년 박헌영으로 대표되는 남로당계열을 제거하였고 1956년경 연안독립동맹계열과 소련계열의 숙청으로 대표되는 두 차례의 중요한 권력투쟁을 거쳤다. 김일성에 대한 개인숭배가 전면화하면서 조국광복회 관련 인사들과 소련 유학파인 사상 문화담당 간부들에 대한 비판에 이어 상무위원 겸 비서인 대남공작 총책 이효순 등에 대한 분야별 비판이 진행되었는데, 이들은 김일성의 유일지도성을 해체시켰고 지방주의를 조장하였으며 항일유격대의 혁명전통을 훼손시켰다는 등의 명목으로 대부분 숙청되었다.
남한에서는 1961년 5.16 군사쿠테타를 통해 박정희가 집권하고 있었다. 1967. 5. 대통령 선거 한 달 뒤에 치러진 국회의원 선거에서 여당인 공화당이 압승을 거두었으나, 선거 직후인 6.12부터 대학생들을 중심으로 부정선거 규탄데모가 시작되었다. 중앙정보부에서는 1967. 7. 8.부터 3차에 걸쳐 동백림 사건에 대한 수사결과를 발표하였다. 1968. 1.21. 새벽에는 북한의 무장 게릴라부대가 청와대 부근까지 침투하는 사건이 발생하였고 그 이틀 뒤 미국의 정보함 푸에블로호가 정찰 중 원산 앞바다에서 북한당국에 나포되는 사건이 발생하며 한반도에는 전쟁의 위기가 감돌았다. 또한 9월에는 통일혁명당 및 남조선해방전략당 사건이 발표되고, 11월에는 울진, 삼척 지역에 무장부대가 침투하는 사건이 발생하여 한반도의 긴장은 높아가던 시기였다.
이 때 김일성 수행기자 출신의 고위급 인사인 이수근이 판문점을 통해 남한에 귀순한 사건은 북한과 모든 면에서 경쟁관계에 있던 박정희 정권에게는 체제우위를 나타낼 호재였다. 그러나 1969. 1.27. 이수근이 제3국으로 탈출하자마자 호재가 대형 악재로 돌변하였다. 중앙정보부와 박정희정권은 이 악재를 호재로 바꾸기 위하여 이수근을 위장귀순자로 둔갑시켰고 제3국으로의 망명이라는 표현은 사라졌으며 단지 한국을 배신한 위장간첩이라는 점만을 부각시켰다.

### 출국과 체포(1969년)
```
1.27. 17:00 처조카 배경옥(남, 29)과 함께 위조여권으로 행선지를 태국으로 하여 김포발 홍콩행 CPA(Cathay Pacific Airways Limited)기에 탑승하여 홍콩으로 출국
```

```
1.28. 03:00 도쿄, 타이베이를 경유하여 홍콩 도착, 험프리호텔에서 2일간 머뭄.
```

```
1.29. 오후 목적지를 캄보디아로 변경하고 프놈펜행 CPA기를 타려고 홍콩 공항에 나타남. 한국 영사관 직원들이 공항에서 이들을 체포하려고 함에 홍콩경찰이 이들을 연행하였고, 영사관 지원들은 외교관 특권에 의해 즉시 석방되고 이수근과 배경옥은 억류됨
```

```
1.31. 아침. 홍콩발 캄보디아 프놈펜행 CPA기에 이수근과 배경옥을 탑승시켜 출발
```

```
1.31. 오전. 경유지인 베트남 탄손누트 공항에 도착하여 기내에 대기하던 중 베트남 당국의 협조 하에 중앙정보부 직원(겸 대사관 직원)들이 기내에 들어가 이들을 체포함
```

```
1.31. 밤. 대사관에서 보호조치 하다가 C54 한국공군기 편으로 김포를 거쳐 2. 1. 한국으로 압송.
```

## 쟁점 분석
이수근은 1969. 5.10. 국가보안법 및 반공법위반죄 등으로 사형을 선고받고 항소포기로 형이 확정되어 두 달 후인 7. 2. 사형이 집행되었다.

판결에 의하면 이수근은  
① 1967. 3. 22. 북한 노동당 남조선국장 이효순의 지령에 따라 판문점을 통하여 잠입한 후,
② 국내에서 수집 • 탐지한 국가기밀을 1968. 5. 5.경 배경옥을 통하여 암호문 형식으로 홍콩에서 북한으로 발송케하는 방법으로 누설하고,
③ 1969. 1. 27.경 반국가단체인 북한의 지령을 받기 위하여 대한민국을 탈출하고,

④ 북한의 지령에 의하여 군사목적 및 일반목적 수행을 위해 각 군 본부 부대현황 및 산업시설 등의 국가기밀을 수집 • 탐지하였다 
는 것이다.

### 위장 귀순하였는가?
이수근은 1967. 3.22. 판문점을 통해 귀순하였는데 귀순 당시부터 김일성에 대한 취재기사를 작성하면서 김일성의 항일투쟁을 강조하는 부분이 불충분했다는 이유로 당 간부의 꾸지람을 들었고 그 후부터 당은 충성심을 의심하였기에 북한 탈출을 하게 되었다고 말하였다.
귀순 당시 수사국장이었던 홍필용은 “1년 동안 관찰하고 관계관회의를 거쳐 위장귀순이 아니라는 판단을 하였다”고 밝혔다. 중앙정보부는 이례적으로 이수근을 1967. 8. 1.부터 7국 1급 판단관으로 대우하여 국민승공 계몽 사업에 활용하였고 각종 편의를 제공하였다.
2006년 ‘진실ㆍ화해를 위한 과거사 정리위원회’ 조사에서 중정 월남책임자였던 이대용은 “김형욱 중정부장으로부터 이수근이 간첩이 아니라는 말을 직접 들었다. 이에 대해 보안유지를 부탁받은 바 있다”, ”이수근이 간첩이 아니라는 것은 당시 정보부 안에서는 다 아는 사실이었다”고 진술하였으며,
감찰실 수사관이었던 윤하경은 “반공강연시 김일성을 비난하지 않아 의심스러워 내사를 착수하기까지 하였다”고 진술하였고,
중정 5국 대공수사과장이었던 이병정은 “.... 간첩이면 부호를 받아야 하는데 이수근은 아무런 부호명이 없고 북한에서 이수근에게 내려온 무전도 없었다. 당시 시중에 이수근이 간첩활동을 하고 있고 화장실에서 무전을 한다는 루머가 돌아 직접 가택수색과 처 이강월 및 운전기사를 상대로 조사한 결과 사실무근임을 확인하였다”고 진술하였다. (보고서 162)
중정 5국 대공수사과장이었던 이병정은 “.... 간첩이면 부호를 받아야 하는데 이수근은 아무런 부호명이 없고 북한에서 이수근에게 내려온 무전도 없었다. 당시 시중에 이수근이 간첩활동을 하고 있고 화장실에서 무전을 한다는 루머가 돌아 직접 가택수색과 처 이강월 및 운전기사를 상대로 조사한 결과 사실무근임을 확인하였다”고 진술하였다.
한 가지 재미있는 사실은 북한의 태도이다.
북한 탈출 다음날 열린 군사정전위원회 제333차 비서장회의에서 북한은 이수근을 남한에서 강제 납치한 것이라고 주장하며 돌려보낼 것을 요구하였다. 또한 1967. 3.25. 및 26. 사이에 3회에 걸쳐 평양방송을 통해 논설, 이수근의 형, 처와 자녀들의 육성으로 강제납치를 주장하며 이수근에게 북한에서 혜택 받은 것을 잊지 말고 북한을 배반하지 말고 끝까지 용감히 싸우라는 내용의 방송을 내보냈다.
그런데, 이수근이 처형된 이후에는 ‘변절자의 말로는 이렇다’는 내용으로 노동당에서 비밀강연이 있었다고 한다. 이는 1988. 4.월 귀순한 노동당 산하 무역회사 전 사장의 증언과 1997. 4. 황장엽 노동당 비서와 함께 귀순한 자의 증언에서도 확인되었다.
이러한 사실관계에도 불구하고 이수근은 베트남에서 체포되어 송치된 직후 중정에서 “북한 노동당 남조선국장 이효순의 지령에 따라 판문점을 통해 위장 귀순하였다”라고 진술하였고 이후의 재판과정에서도 같은 취지의 진술을 하였다.
다만, 1969. 5. 2. 제 3회 공판에서 이루어진 이수근의 최후진술에서는 “평화적인 방법으로 통일을 할 수 있는 하나의 통일노선을 제창할 것을 생각하고 있었다. 제3국 중립국으로 망명할 것을 평양에서 생각했던 것이다. 그러나 그때에 망명할 수가 없었다. 막을 가능성이 지워지지 않았다. 그래서 판문점을 통해서 우선 한국으로 온 것이다"라고 자발적으로 귀순하였다고 진술하였다.
함께 탈출했던 배경옥은 과거사위 조사에서 "이수근은 간첩이 아니다. 공소내용은 고문에 의해 조작된 것이다. 이수근이 중립국에서 책을 쓰는 것이 가족을 데리고 올 수 있다고 해서 여권을 위조한 것이다. 여권을 위조한 행위가 전부이다"라고 진술하였다.

### 누설한 국가기밀은 무엇인가?
“배은망덕하고 고향을 떠난 불효자식을 용서해주십시오, 이제 잘못을 뉘우치고 사업을 하겠습니다. 여기에 약을 구해놓았으니 인편을 보내주시오, 지난 정월달에 그곳에서 여기에 보낸 선물의 답례로 무엇을 보내려고 하는데 그것을 받지 마시오，나에게 인편을 보낼 때에는 전쟁 때 죽은 금순이 외삼촌의 이름을 대면 아버지가 보내주신 사람으로 믿겠습니다”

수신인 :  "당중앙위원회 5호댁 앞"
판결문에서 1968. 5. 3. 이수근이 배경옥의 집에서 배경옥에게 모스크바 주재 북한대사관에 우송해 달라며 작성한 암호문의 내용이다.
판결문에 의하면 이 암호문을 성경책 표지철 후면에 삽입하여 배경옥에게 교부하고, 배경옥이 1968. 5. 5. 23:00 CPA 비행기 편으로 홍콩에 도착 즉시 이를 모스크바로 발송하여 국가보안법 제3조제1호를 위반하였다는 것이다.
그러나 이 암호문은 증거물로 제출된 것이 아니다. 다만 이수근이 ‘쪽지편지’의 발송을 인정하였고, 그 편지 내용을 적은 메모를 작성하였을 뿐이다. 이에 대하여 배경옥은 중정에서 반복질문 및 고문에 의해 천주교회에 발송한 것인 양 조작된 것이라며 암호문의 존재 자체를 부정하였다.
더군다나 재판 과정에서 이수근은 "배경옥이 중국인을 시켜 소련 중앙천주교회 앞으로 우송하였다는 말을 들었다. 성경책이 한글로 되어 있어 북한대사관으로 전달될 것으로 알고 보냈다고 말했다. 그 공산국가에서는 그런 식으로 전달된 예가 없기 때문에 전달되지 않은 것으로 안다"고 진술하였고, "편지받을 사람의 특정이 없었기 때문에 연락이 되지 않으리라고 생각하였다"라고 진술하였다. 한마디로 북한으로 보내야 할 암호문을 소련 교회로 보냈는데 이것이 북한에 전달되었을 리는 없다는 진술이었다. 북한에서 위장 귀순한 공작원이 북한에 연락할 방법을 몰라 소련의 교회에 암호문을 전달하였고 그것이 북한으로 전달되기를 희망했다는 이야기다.
그렇다면 이 위장편지 혹은 암호문의 내용은 무엇일까?
그렇다면 이 위장편지 혹은 암호문의 내용은 무엇일까?

이수근과 배경옥은 재판과정에서 이 암호문의 대하여 다음과 같이 진술하였다.
“이제 잘못을 뉘우치고 사업을 하겠다”에 대하여, 이수근은 “변절은 했지만 이제부터는 공산주의 활동을 하겠다”라는 의미라고 진술하였으며 배경옥은 “북괴에서 대한민국에 온 것을 뉘우치고 북괴를 위해서 도와주겠다는 것이고 북괴에서 잘못하고 온 사람이 그냥 편지를 해서야 누가 가족을 돌봐주겠느냐. 그래서 북괴에서 나에게 호감을 갖도록 하는 것이다”라고 진술하였고
“내가 약을 구해 놨으니 인편을 보내 달라”에 대해서는, 이수근은 “정보자료를 입수할 수 있다”, “선을 대달라”라고 진술하였고 또
“지난 정월달에 그곳에서 보낸 선물의 답례로 무엇을 보내려고 하는데 그것을 받지 마십시오”에 대해, 이수근은 “1. 21. 무장공비 남침에 대한 보복조치가 있을 것을 경계하고 방어하라”는 의미라고 진술하였다.

이 암호문의 내용과 이수근의 해석을 인정하더라도 이 내용은 위장귀순자의 암호라기보다는 정상적인 귀순자가 자신의 잘못을 인정하고 다시 북한으로 복귀하겠다는 의사표시라 할 것이다. 또한 이러한 내용이 국가기밀이라고 판단할 수는 없을 것이다. 비밀편지를 보낸 동기에 대해 이수근은 “가족을 구출하기 위한 수단으로 작성한 것”이라고 진술하였다.

### 북한의 지령을 받기 위해 탈출한 것인가?
이수근에 대한 공소장과 판결문을 보면 이수근이 북한으로부터 즉시 공작원이 남파 접선되지 않자 비행기로 탈출하기로 하고, 1969. 1. 27. 김포공항에서 위조여권으로 출국수속을 필한 다음 CPA 항공기에 탑승하여 반국가단체인 북한의 지령을 받기 위하여 대한민국을 탈출하여 반공법 제6조제4항 제3항을 위반하였다는 것이다.
이수근은 법정에서 "북한 지령을 어기고 한국을 탈출했기 때문에 직접 입북할 수는 없고 배경옥을 통해 수집한 제반 정보를 제보케 하면 다시 신임을 받을 수 있고, 한국에서 행한 내용은 전부 허위로 했다는 것을 알게 되면 다시 지령이 하달될 것을 믿고 지시에 의하여 제3국에서 공작을 하려는 계획 하에 배경옥을 입북케하였다"라고 진술하였다.(보고서 171)
이수근은 법정에서 "북한 지령을 어기고 한국을 탈출했기 때문에 직접 입북할 수는 없고 배경옥을 통해 수집한 제반 정보를 제보케 하면 다시 신임을 받을 수 있고, 한국에서 행한 내용은 전부 허위로 했다는 것을 알게 되면 다시 지령이 하달될 것을 믿고 지시에 의하여 제3국에서 공작을 하려는 계획 하에 배경옥을 입북케하였다"라고 진술하였다.
진술 내용은 검찰과 중앙정보부의 심문내용에 충실한 증언이라 할 것이다.
그러나 이수근은 검찰에서 “1968. 12. 24. 감찰실장을 인사차 방문하자 동인이 이중간첩으로 본다고 하여 결정적으로 탈출키로 하였다”고 진술하였고, 중정 및 검찰에서 “1968. 8. 배경옥에게 한국이 싫고 중립국으로 가서 책이나 마음 놓고 쓰고 싶다는 등의 이야기를 했다”, “근거 없이 김일성을 비난하는 것에 대한 양심상 가책을 느꼈고, 내가 받은 임무를 버리고 이북에 도로 갈 수만 있다면 공산당에 의하여 처벌을 받고 죽는 한이 있더라도 가족이나 만나보고 죽어야겠다는 생각도 해봤다”고 진술하였다.
제1회 공판기일에 법정에서 한 진술에서도
```
“본인에 대하여 의심을 하는 것 같아서 그때부터 제3국으로 도피하려고 생각한 것이지 이북에 갈려고 한 것은 아니다”
```

고 하였다.
배경옥 역시 동일한 취지의 진술을 하고 있다.
배경옥은 중정에서 이수근의 탈출이유에 관해 “미국이나 중립국 같은 곳에 가서 글을 쓰고 책을 내서 잡지에 연재도 하면 돈을 많이 벌 수 있다. 쇠사슬에 묶여 있는 것이나 다름없으니 선편 같은 것으로 나갈 수 있겠느냐고 했다. 남북한 정치정세를 잘 알고 있으니 중립국에 가서 중립적 입장에서 글을 쓰고 더욱이 이북을 두둔하면 이북에서 인정하고 데려 갈 것이다”고 말했다.
‘진실ㆍ화해를 위한 과거사 정리위원회’의 조사에서도 배경옥은 “이수근이 중립국에서 책을 쓰고 가족을 데리고 올 수 있다”고 했다는 진술을 하였다.
‘진실ㆍ화해를 위한 과거사 정리위원회’의 조사에서 중앙정보부 직원들 역시 동일한 진술을 하고 있다. 중정직원 이대용은 “이수근이 ‘북쪽이 싫어 내려 왔는데 남쪽에서도 자유가 없다. 감찰실장이 나를 일일이 감시하고 수시로 불러서 북쪽과 연락하지 않았느냐고 추궁하면서 때리고, 내 발을 향해 권총을 쏴 위협을 했다’, ‘남쪽이 북쪽보다야 백번 낫다. 이 세상에 지옥이 있다면 북한이 바로 지옥이다. 그래서 탈출했는데 남쪽도 틀렸다. 자유도 없고, 독재이고 해서 스위스 같은 중립국에 가서 살려고 했다. 남쪽 북쪽을 다 경험한 것을 책으로 쓰면 한 40만에서 1백만 달러는 벌 수 있을 것이다’라고 대답했다”며 감찰실장이 이수근을 탈출할 수밖에 없도록 만든 것이라고 하였고 이수근이 캄보디아에서 생활하다가 스위스 같은 유럽의 중립국으로 가서 살려고 했다고 하였다. 그렇기 때문에 영한사전과 한영사전을 준비하였던 것이라고 진술하였다.
이수근이 남한을 탈출한 이유가 북한의 지령을 받기 위해서라면 다시 입국하여 간첩활동을 한다는 전제가 필요할 것이지만 그렇기에는 위조여권을 가지고 출국하는 등 많은 허점이 보인다. 또한 이수근이나 배경옥의 진술과 중정직원들의 진술을 종합해볼 때 이수근은 그가 탈출했던 북한으로의 복귀를 꿈꾸기보다는 제3국으로의 망명을 선택한 것으로 보인다. 자신에 대한 숙청이 다가온 것을 감지하고 북한을 탈출하였지만 자신이 버리지 못한 사상과 이념 때문에 남한에서도 정착이 쉽지 않았고 때문에 선택할 수 있는 선택지는 남한도 북한도 아닌 제3국일 수밖에 없었던 것이다. 다만 북한의 고위급 인사가 북한을 버리고 남한으로 귀순하였다는 정권차원의 홍보 대상이 어느 날 갑자기 남한마저도 버리고 제3국으로 망명한다는 것은 모든 국민들에게 남한이나 북한이나 거기서 거기라는 메시지를 줄 수밖에 없는 것이기에 박정희정권과 중앙정보부는 이를 강력히 막을 수밖에 없었을 것이다.

### 탐지한 국가기밀은 무엇인가
판결문에 의하면 이수근은 북한의 지령에 의해 해군본부 견학 부대현황 탐지, 제1야전군사령부 견학 사령부 편제 탐지, 군본부 정훈감실 견학 상황 탐지, 공군기술교육단 견학 비행기 부분별 분해실태 탐지, 국방대학원 견학 동 학원실태 탐지 등 부대 내용을 탐지하고
춘천발전소, 울산공업단지, 한국비료공업주식회사 등 각 공장 산업시설을 탐지, 국내 신문, 잡지, 기타 출간자료 등을 수집하여 한국의 차관현황, 한국경제의 외국의존 상황 등을 분석한 내용을 북한에 제공하기 위하여 국외 탈출 시까지 국가기밀을 수집 또는 탐지하였다는 것이다.
그러나 이수근은 중정에서 “군부대 방문시 강연 외에 브리핑이나 시설물 견학 사실조차 없었다”, “공공시설물 견학은 개인적으로 간 것이 아니라 중정의 지시에 따른 것이다”라고 국가기밀 탐지행위를 부인하였고,
법정에서
```
''
공소장에 기록되어 있기를 제가 정보자료를 수집하기 위해서 이러저러한 공장, 이러저러한 문화부분 어디어디를 댕겼다, 그것만은 접수할 수가 없는 것이다, 제가 그곳을 댕겨 온 것은 환영대의 환영을 받기 위해서 당국의 요구에 의해서 안내를 받아 갔던 것이고，간 차제에 그것을 견학시켜 주니까 견학을 했던 것이다. 물론, 제가 북한과 내통이 되어 가지고 거기에 가서 뭘 봤는가 물어보면 봤던 것을 얘기하지 않고는 못 견딜 것이다. 그것은 얘기할 수 있다. 그걸 또 얘기해 줘야 그 사람이 좋아할 것이다. 그러나 갈 적에 북괴에다 자료를 제공하기 위해 수집하기 위해 간 것은 절대로 아닌 것이다"
```

라고 국가기밀 탐지행위를 강하게 부인하였다”
모든 군부대 및 공장 등의 견학은 당국의 안내에 따라 다닌 것이라는 취지이다. 이 뿐만 아니라 중정은 이수근에 대하여 조직적이고 체계적인 관리를 하고 있었다. 운전기사는 이수근의 동향을 정기적으로 수집해 상부에 보고하였는데 중정은 이수근의 출국 전까지 간첩행위로 볼만한 특이동향을 발견하지 못하였다.
중정직원 윤하경은 ‘진실ㆍ화해를 위한 과거사 정리위원회’ 조사에서 “동향감시를 하였으나 특이동향은 발견치 못하였고，이수근의 동향은 누구를 만나 무슨 얘기를 했다는 내용의 첩보 형식으로 일일보고를 하였으며, 위 인물 파일을 비롯한 첩보보고가 제5국에 수사 자료로 인계된 사실이 있다”고 진술하였다.
이수근은 1967. 3. 22.  귀순 직후부터 같은 해 9. 초경까지는 전국적인 환영대회 참석 및 5국의 전략신문 등으로 대외활동을 할 수 없었고, 1967. 8. 1. 중정 7국 소속 판단관으로 임명된 후에는 7국 주관 하에 대국민 반공강연활동에 동원되었으며，측근인 운전기사，감찰실 직원들에 의한 동향감시로 독자적인 외부활동이 어려운 상황이었고, 군부대 및 산업체 등을 방문한 것도 중정7국의 주관 하에 이루어진 것이었으며, 중정의 판단관으로 근무를 하였으며, 일정한 주거지에서 결혼생활을 하였고, 운전기사가 감시를 하였다는 사실 등은 이수근이 국가기밀을 탐지할 수 없었다고 보는 것이 타당할 것이다.

## 재판결과
이수근은 1969. 1.31. 베트남의 사이공 공항 기내에서 체포되어 국내로 이송되었고 같은 해 5.10. 국가보안법 및 반공법 위반죄 등으로 사형을 선고받았다. 함께 붙잡힌 배경옥은 간첩방조 혐의로 1심에서 사형을 선고받고 항소하였지만, 이수근은 1심 선고 직후 1심판결에 불복해 항소를 하겠다고 밝혔음에도 항소를 하지 않았다.
이수근을 포함한 7명의 피고인들 중에서 사형이 선고된 배경옥과 실형이 선고된 3명 등 4명은 항소하였고, 집행유예가 선고된 2명과 이수근은 항소를 포기하여 형이 확정되었다.
1심에 불복하여 항소한 4명의 항소심은 같은 해 10.17. 선고가 이루어졌고 여기서 배경옥은 사형에서 무기징역으로 감형되었다. 그러나 1심의 사형 선고에도 불구하고 항소하지 않은 이수근은 배경옥의 2심 판결일인 10. 17일은 물론 2심이 개시되기도 전인 1969. 7. 2.에 사형이 집행되었다.
배경옥은 무기징역형으로 복역하다 20년형으로 감형되어 1989.12.22. 출소하였다.

## 재심
2008.12.19. 서울고등법원은 배경옥씨에 대한 재심에서 무죄를 선고했다. 당시 재판부는 “이수근씨를 위장간첩으로 인정할 증거가 없다”라고 밝혔다. 그러나 법원은 이수근에 대한 재심은 받아들이지 않았다. 이수근에 대한 재심은 배경옥씨가 이모부인 이수근을 대신하여 청구하였지만 2011년 11월 법원은 배경옥씨에게 재심청구권이 없다며 기각 결정하였다. 형사소송법에 따르면 사망한 자의 재심은 검사, 배우자, 직계친족 또는 형제자매만 청구할 수 있는데 이수근은 홀로 귀순하였기에 검사만이 재심을 청구할 수 있었다. 배씨는 2013년 대검찰청에 진정을 접수했지만 3년이 경과한 2016년 2월에 검찰은 재심청구사유가 있다고 보기 어렵다는 결정문을 배씨에게 통보했다.
문재인 정부가 들어선 뒤인 2017년 9월 대검찰청은 이수근 위장간첩조작사건 등 권위주의 정부 시기의 인권침해사건 7건에 대해 직접 재심을 청구했다. 드디어 2018. 10.11. 서울중앙지법 형사23부는 이수근의 간첩혐의에 관해 무죄를 선고했다.

## 조갑제의 증언
월간조선 기자였던 조갑제씨는 1989년 3월호 기사 ‘이수근은 간첩이 아니었다’에서 중앙정보부장 김형욱, 중정 관계자들의 말을 종합해볼 때, 이수근씨는 북한의 이중간첩으로 볼 수 없다고 주장하였다.
조갑제씨는 2009년 ‘이수근은 역시 간첩이 아니었다’는 책을 출간하였다.